# Otto Warmbier
Otto Frederick Warmbier (Cincinnati, Ohio; 12 de diciembre de 1994-ibídem, 19 de junio de 2017) fue un estudiante universitario estadounidense que al visitar Corea del Norte como turista en enero de 2016 fue arrestado y sentenciado a 15 años de trabajos forzados tras ser condenado por robar un cartel de propaganda en un hotel de la capital norcoreana.
Aproximadamente un mes después de su encarcelamiento, Warmbier sufrió una crisis médica por causas desconocidas que le causó graves lesiones neurológicas, dejándolo en coma. Las autoridades norcoreanas dijeron que el coma de Warmbier fue un resultado de botulismo y una píldora para dormir, aunque los médicos estadounidenses no encontraron evidencia de botulismo en su organismo. Estados Unidos realizó esfuerzos diplomáticos para buscar la liberación de Warmbier, siendo liberado el 12 de junio de 2017, tras año y medio de cautiverio. Warmbier fue trasladado en avión a su ciudad natal, Cincinnati (Ohio), el 13 de junio de 2017, y fue atendido inmediatamente en el Centro Médico de la Universidad de Cincinnati para su evaluación y tratamiento.
Warmbier falleció el 19 de junio de 2017, siete días después de su liberación y regreso a los Estados Unidos. Funcionarios estadounidenses culparon a Corea del Norte por su muerte. Fue uno de los 16 ciudadanos estadounidenses detenidos por Corea del Norte desde 1996, entre ellos tres que aún están bajo custodia.

## Infancia y juventud
Otto Warmbier nació el 12 de diciembre de 1994, uno de los tres hijos de Fred Warmbier y Cindy Garber, y fue criado en Cincinnati, Ohio, en una familia de ascendencia judía-estadounidense. Su padre, Fred Warmbier, es dueño de su propio negocio, una empresa de acabado de metales, que apareció en Forbes por su rápido crecimiento en 2015. En 2014, Fred contribuyó al blog del The New York Times titulado You're the Boss sobre la administración de un pequeño negocio. Otto trabajó como becario en la compañía de 2010 a 2013.
Otto Warmbier se graduó en el Instituto de Wyoming en 2013 como el salutatorian de la clase. En el momento de su viaje a Corea del Norte, era un estudiante de tercer año en la Universidad de Virginia, donde estaba estudiando para un doble título en comercio y economía e hizo un intercambio en la London School of Economics. Era activo en la organización de campus judía Hillel en la Universidad de Virginia, y había visitado Israel en un viaje de herencia de Taglit Birthright Israel para judíos adultos jóvenes. Tenía dos hermanos menores.

## Viaje a Corea del Norte

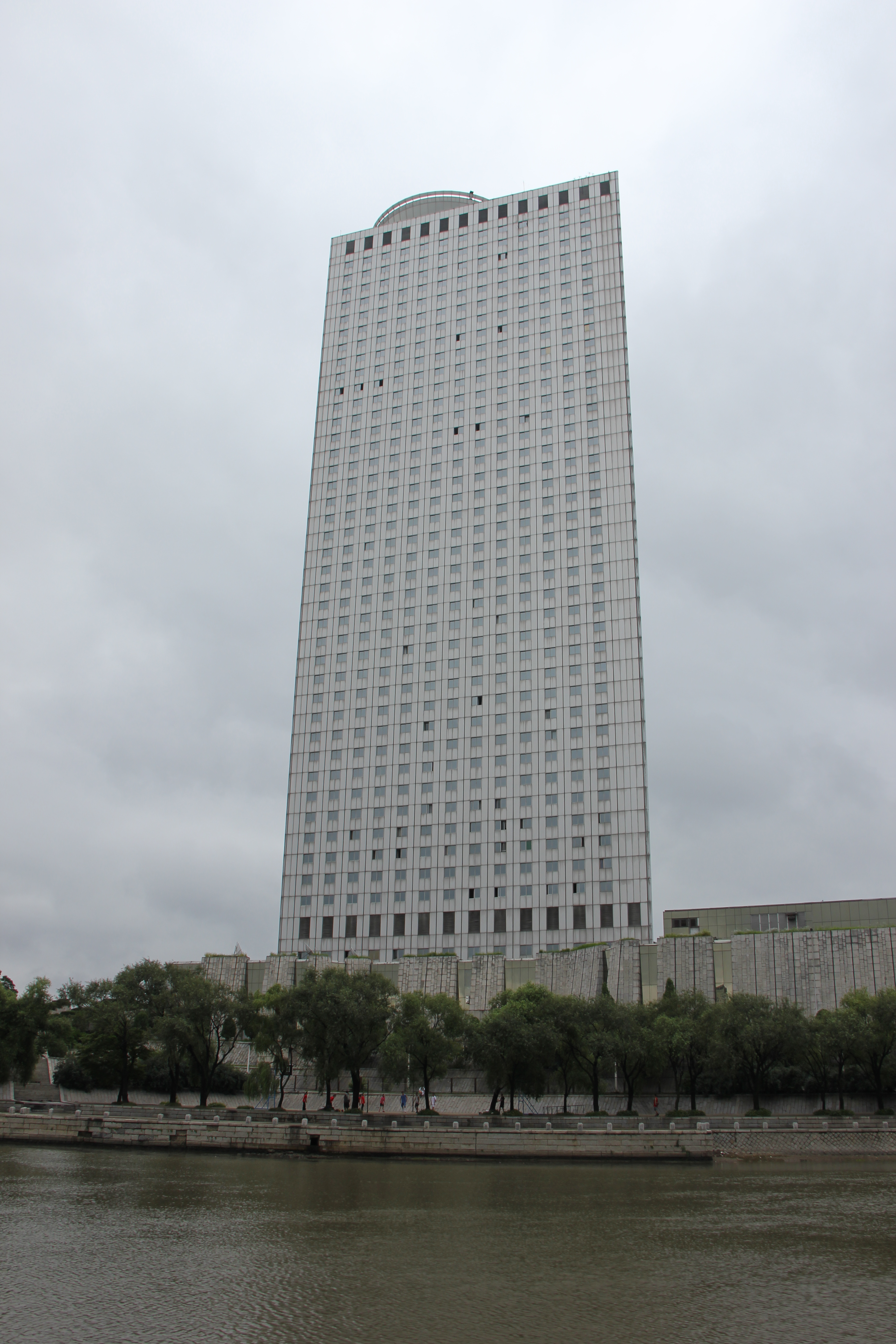
El Hotel internacional Yanggakdo en Pionyang, donde el presunto robo tuvo lugar.

Fred Warmbier declaró que su hijo Otto viajó a China a finales de 2015 cuando encontró una compañía que ofrecía viajes a Corea del Norte. Decidió ir porque era aventurero, según su padre, quien acusó al operador de viajes de buscar específicamente jóvenes occidentales con eslóganes como «¡Este es el viaje que tus padres no quieren que hagas!». Fred Warmbier dijo que el operador de viajes, el cual opera en China, Young Pioneer Tours, anunció el viaje como seguro para los ciudadanos de los Estados Unidos. Danny Gratton, un gerente de ventas británico, se reunió con Warmbier en Pekín cuando abordó el vuelo a Pionyang. Los dos se hicieron amigos y compañeros de habitación durante el viaje, y permanecieron juntos hasta que Warmbier fue arrestado.
Warmbier viajó a Corea del Norte para una visita de cinco días durante el Año Nuevo del país, en visita organizada por Young Pioneer Tours. Otros diez ciudadanos de los Estados Unidos se encontraban en su grupo. Durante su estancia en el Hotel internacional Yanggakdo en Pionyang, Warmbier supuestamente trató de robar un cartel de propaganda de un piso exclusivo para el personal del hotel, supuestamente como un recuerdo.
El cartel decía «김정일애국주의로튼튼히무장하자!» («¡Armémonos fuertemente con el patriotismo de Kim Jong-il!»). Dañar elementos con el nombre o imagen de un dirigente norcoreano está considerado como un grave delito por el régimen norcoreano. Un vídeo que pretende mostrar el robo fue lanzado por la agencia estatal Agencia Telegráfica Central de Corea el 18 de marzo de 2016. En el vídeo de baja resolución de 18 segundos, una figura irreconocible arranca un cartel de la pared y lo coloca en el suelo, apoyándolo contra la pared. Esta acción se muestra dos veces, seguido por una imagen de mayor resolución del cartel en la pared. La cara de la persona que retira el cartel no se ve durante el video.

### Arresto y condena
El 2 de enero de 2016, Warmbier fue arrestado por robo justo antes de partir de Corea del Norte desde el Aeropuerto Internacional de Sunan. Gratton fue testigo de la detención: «No se pronunciaron palabras. Dos guardias se acercaron y le dieron a Otto un golpecito en el hombro y se lo llevaron lejos. Yo dije algo nervioso: Bueno, eso es lo último que veremos de ti. Esa fue la última vez que vi a Otto. Otto no se resistió, no parecía asustado, sino que medio sonrió». Los otros en su grupo de viaje dejaron el país sin incidentes. Su crimen fue descrito como «un acto hostil contra el estado» por la Agencia Telegráfica Central de Corea.
Warmbier fue juzgado y condenado por el robo de un cartel de propaganda de una zona restringida del hotel. Las pruebas en su juicio incluyeron su confesión, material de CCTV, pruebas de huellas dactilares y varios testimonios. En una conferencia de prensa el 29 de febrero de 2016, Warmbier, leyendo una declaración preparada, repitió en su confesión que él había robado el cartel para llevarlo a los Estados Unidos. No se sabe si Warmbier hizo la admisión bajo coacción, sin embargo el subdirector de Human Rights Watch, Phil Robertson, llamó a la audiencia una farsa judicial.
El 16 de marzo de 2016, dos horas después de que el enviado estadounidense Bill Richardson se reuniera con dos diplomáticos norcoreanos de la oficina de las Naciones Unidas para presionar por la liberación de Warmbier, este fue condenado a 15 años de trabajos forzados. Human Rights Watch calificó la sentencia de «escandalosa e impactante», mientras que el portavoz del Departamento de Estado de los Estados Unidos, Mark Toner, dijo que estaba claro que Corea del Norte usó a ciudadanos estadounidenses detenidos con fines políticos a pesar de sus afirmaciones de lo contrario. Algunos medios de comunicación también han inferido que la dura condena fue en respuesta a las crecientes tensiones con los Estados Unidos.
En algún momento del mes siguiente a su juicio, Warmbier sufrió una crisis médica desconocida que le causó daño cerebral severo. Su condición no fue comunicada a nadie fuera de Corea del Norte, y los enviados suecos que representaban a los intereses de Estados Unidos en Corea del Norte no pudieron ver a Warmbier después de marzo de 2016.
En mayo de 2017, el padre de Warmbier dijo que él y su esposa querían que su hijo formara parte de cualquier negociación entre Estados Unidos y Corea del Norte.

### Liberación
El 12 de junio de 2017, Rex Tillerson, Secretario de Estado de los Estados Unidos, anunció que Corea del Norte había liberado a Warmbier. Tillerson también anunció que el Departamento de Estado de los Estados Unidos aseguró la liberación de Warmbier en la dirección del presidente Donald Trump. Tillerson dijo que el Departamento de Estado continúa discutiendo otros tres estadounidenses detenidos con Corea del Norte.
Una semana antes de la liberación de Warmbier, sus padres fueron informados por funcionarios norcoreanos de que su hijo había contraído botulismo transmitido por alimento después de su juicio y cayó en coma después de tomar una pastilla para dormir. En los Estados Unidos, sin embargo, los médicos no encontraron evidencia de botulismo después de examinarlo. No había forma de averiguar lo que le sucedió antes de su liberación, ya que no hubo contacto con las autoridades médicas norcoreanas durante ese año y medio.
Después de 17 meses de prisión, Warmbier, en estado comatoso, fue trasladado a Cincinnati, Ohio, llegando en la noche del 13 de junio de 2017. Fue llevado de urgencia al Centro Médico de la Universidad de Cincinnati, donde los médicos trataron de determinar qué causó su coma y si había señales de recuperación.

## Condición médica
Los médicos de Warmbier en el Centro Médico de la Universidad de Cincinnati indicaron que estaba en «un estado de vigilia sin respuesta», una condición conocida comúnmente como estado vegetativo. Era capaz de respirar por sí mismo, y parpadeó, pero de otro modo no respondió a su entorno. Los registros médicos de Corea del Norte demostraron que Warmbier había estado así desde abril de 2016, un mes después de su condena. Durante su liberación, los norcoreanos proporcionaron un disco que contenía dos estudios de imagen por resonancia magnética (MRI), que datan de abril y julio de 2016, mostrando daño cerebral. Parecía estar bien alimentado.
Según su equipo médico, las exploraciones del cerebro revelaron que Warmbier había sufrido la pérdida extensa de tejido cerebral, congruente con un acontecimiento cardiopulmonar que causó que al cerebro se le negara el oxígeno. Los médicos dijeron que no sabían lo que causó el acontecimiento cardiopulmonar, pero que podría haber sido desencadenado por un paro respiratorio, mientras que un especialista en cuidado neurointensivo en el hospital declaró que no había pruebas que indicaran botulismo. Dijeron que los médicos no encontraron evidencia de abuso físico o tortura; los escaneos del cuello y la cabeza de Warmbier eran normales fuera de la lesión cerebral.
El padre de Warmbier celebró una conferencia de prensa el 15 de junio, pero se negó a responder a la pregunta de un reportero sobre si la lesión neurológica fue causada por una agresión, diciendo que dejaría que los médicos hicieran esa determinación. Afirmó que no creían en nada de lo que les dijeran los norcoreanos. Expresó su ira a los norcoreanos por la condición de su hijo, diciendo: «No hay excusa para que ninguna nación civilizada haya mantenido su condición en secreto y le haya negado atención médica de primera clase durante tanto tiempo».

## Muerte y reacciones públicas
Warmbier murió en el hospital a las 14:20 del 19 de junio de 2017, a la edad de 22 años. Su familia emitió una declaración expresando su tristeza, agradeciendo al personal del hospital por sus acciones. El presidente de los Estados Unidos, Donald Trump, emitió una declaración sobre la muerte de Warmbier: «No hay nada más trágico para un padre que perder a un hijo en la plenitud de la vida. Nuestros pensamientos y oraciones están con la familia y los amigos de Otto y todos los que lo amaban».
A petición de su familia, no se realizó una autopsia, y solo se llevó a cabo un examen externo.
Después de su muerte, Young Pioneers, la compañía de viajes que organizó el viaje para Warmbier y sus amigos, anunció que dejó de ofrecer viajes a Corea del Norte para estadounidenses. Un funcionario del Gobierno de los Estados Unidos señaló que el sitio web del Departamento de Estado durante años ha advertido fuertemente a los estadounidenses de evitar viajar a Corea del Norte.
El funeral de Warmbier tuvo lugar el 22 de junio en la Escuela Secundaria de Wyoming, con más de 2500 personas asistiendo. Fue enterrado en el cementerio de Oak Hill en Glendale, Ohio, y los estudiantes ataron cintas en cada árbol y cada poste a lo largo de la ruta de tres millas tomada por el cortejo fúnebre de la escuela secundaria al cementerio.

## Consecuencia
En julio de 2017, el gobierno de EE. UU. anunció que prohibiría a los turistas estadounidenses visitar Corea del Norte a partir del 1 de septiembre de 2017, y la detención de Warmbier se dio como una de las razones.
El 20 de noviembre de 2017, el Departamento de Estado de EE. UU. volvió a incluir a Corea del Norte como estado patrocinador del terrorismo. El presidente Trump mencionó el caso de Warmbier al hacer este anuncio.
En junio de 2018, los padres de Warmbier elogiaron al presidente Trump por sus comentarios sobre la familia y dijeron que esperaban que algo positivo saliera de la primera cumbre entre Corea del Norte y Estados Unidos, que se llevó a cabo ese mes.
En abril de 2019, The Washington Post informó noticias no reveladas anteriormente de que, en el momento de la evacuación médica de Warmbier, los funcionarios norcoreanos habían presentado a la delegación estadounidense que lo repatrió una factura de 2 millones de dólares por su tratamiento médico mientras estaba en Pyongyang. El presidente Trump negó que el gobierno de Estados Unidos haya pagado la factura.

### Demanda judicial
En abril de 2018, los padres de Warmbier demandaron al gobierno de Corea del Norte en el tribunal de distrito federal de los Estados Unidos en Washington D. C., acusando a Corea del Norte de tortura y asesinato. Si bien los ciudadanos privados generalmente no pueden demandar a naciones extranjeras y sus gobiernos, se pueden pagar daños a las víctimas de naciones designadas como patrocinadores estatales del terrorismo, como Corea del Norte, de un fondo especial establecido por el Congreso de los Estados Unidos.
Corea del Norte no impugnó el caso ante los tribunales, aunque el director del hospital de Pyongyang donde Warmbier había sido tratado emitió un comunicado de prensa reafirmando las negativas de Corea del Norte de que Warmbier hubiera sido torturado por el régimen.
Aunque el examen post mortem del forense había encontrado que los dientes de Warmbier eran "naturales y en buen estado", dos de los dentistas privados de Warmbier testificaron que sus radiografías dentales post mortem indicaron que algunos de sus dientes inferiores estaban doblados hacia atrás en comparación con sus registros dentales anteriores, consistentes con "algún tipo de impacto". Una cicatriz en el pie de Warmbier, previamente descrita por el forense como "inexplicable", fue presentado por algunos testigos expertos como evidencia de que Warmbier pudo haber sido sometido a tortura (como descargas eléctricas) por parte de sus carceleros norcoreanos.
El 24 de diciembre de 2018, el juez presidente Beryl A. Howell dictó una sentencia en rebeldía ordenar a Corea del Norte que pague 501 millones de dólares en daños. El tribunal envió una copia de la sentencia al Ministerio de Relaciones Exteriores de Corea del Norte en Pyongyang; sin embargo, fue devuelto al tribunal estadounidense que lo envió. VOA News remarcó que "es poco probable que Corea del Norte pague la sentencia ya que no existe un mecanismo para obligarlo a hacerlo", pero que la familia Warmbier "no obstante, puede recuperar los daños a través de un fondo administrado por el Departamento de Justicia para las víctimas de actos de terrorismo patrocinados por el estado, y puede buscar apoderarse de otros activos en poder del país fuera de Corea del Norte".
En julio de 2019, la familia Warmbier presentó un reclamo sobre un carguero norcoreano, Wise Honest, que había sido incautado judicialmente en Indonesia por el gobierno de los EE. UU. en mayo de 2019 por supuestamente transportar y vender carbón norcoreano en violación de las sanciones internacionales. Los jueces federales de EE. UU. ordenaron que se vendiera el barco para compensar a los Warmbier, y también a la familia de Kim Dong-shik, un misionero coreano-estadounidense que se cree que murió en Corea del Norte después de ser secuestrado en China en enero del 2000.

### Erudición
En 2022, sus padres otorgaron una beca a nombre de Otto Warmbier a un desertor norcoreano.